# L'Anse aux Meadows
L'Anse aux Meadows (nom provinent de la corrupció en anglès del nom francès: L'Anse-aux-Méduses o "Badia de les meduses") és un jaciment arqueològic situat a la punta més al nord de l'illa de Terranova, al Canadà. Es va descobrir l'any 1960 per part de l'explorador noruec Helge Ingstad i és l'únic assentament viking conegut a l'Amèrica del Nord fora de Groenlàndia.
Aquest poble viking està datat de cap a l'any 1000 L'Anse aux Meadows continua essent l'únic lloc àmpliament acceptat de contacte precolombí i és notable per la seva possible connexió amb la colònia de Vinland establerta per Leif Ericson a la mateixa època o amb la més extensa exploració vikinga d'Amèrica.
Aquest jaciment va ser declarat Patrimoni de la Humanitat per la UNESCO el 1978.

## Imatges

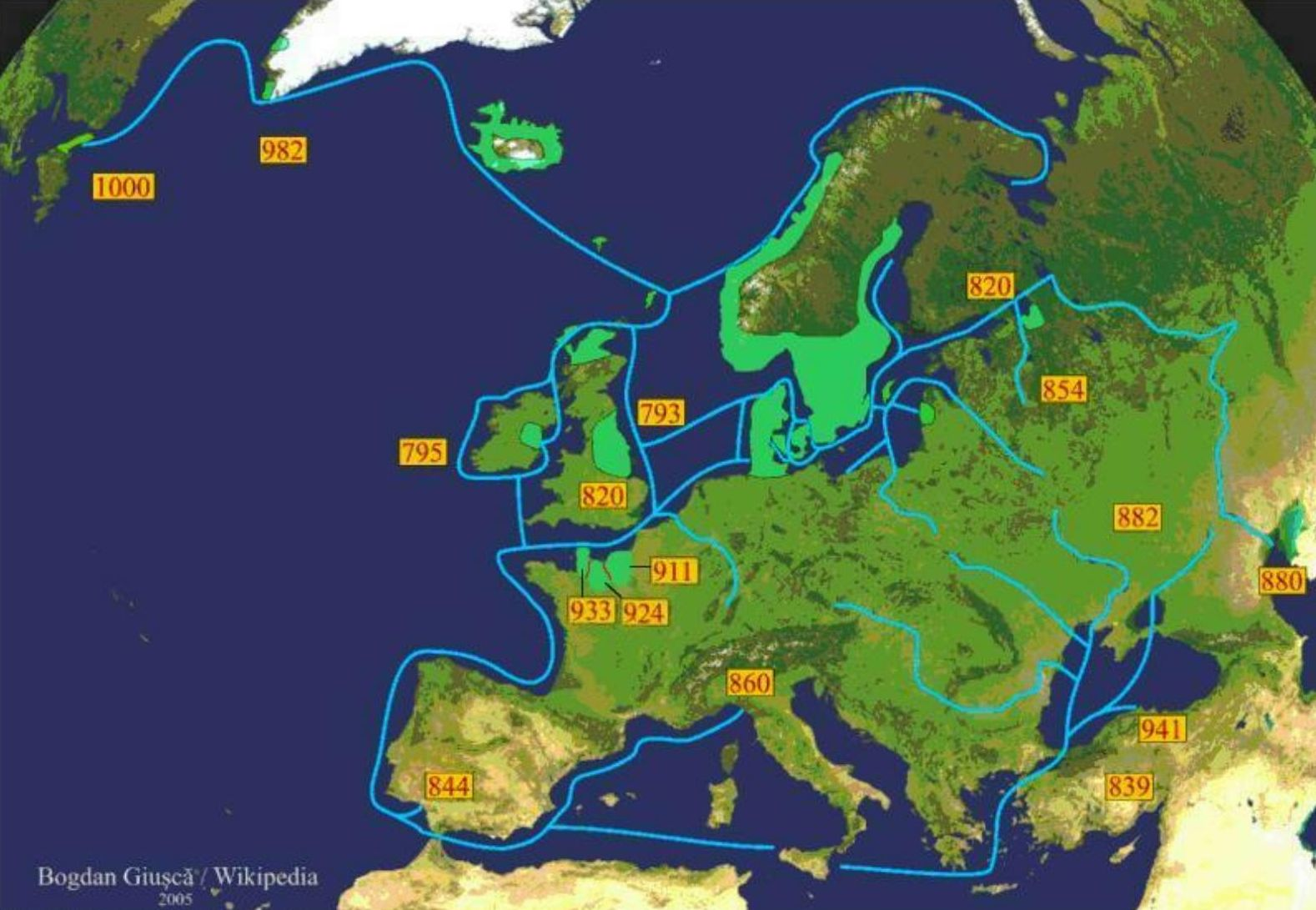
Territoris, viatges i conquestes vikingues fins a L'Anse aux Meadows

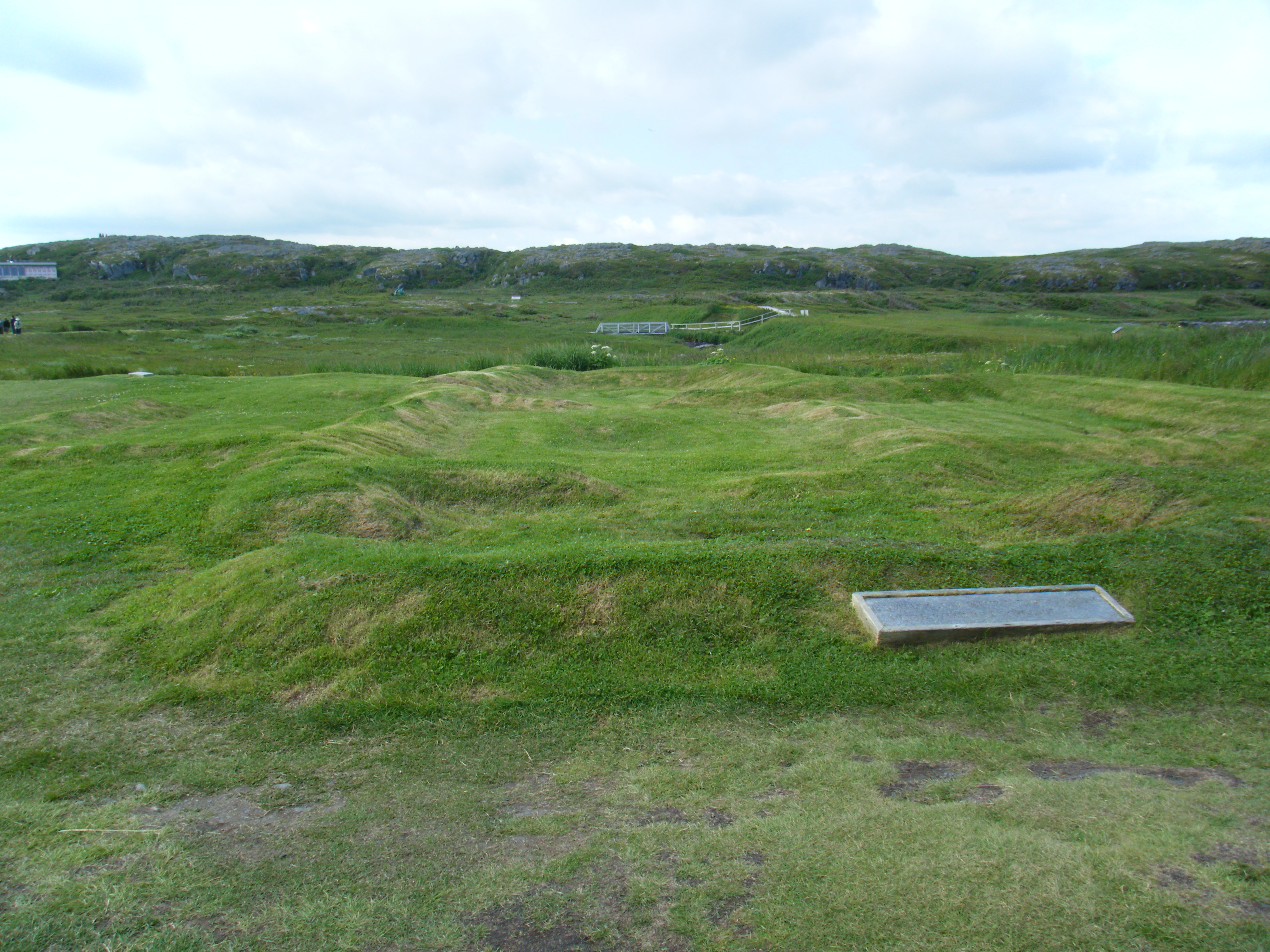
Restes d'edificis vikings el 2010
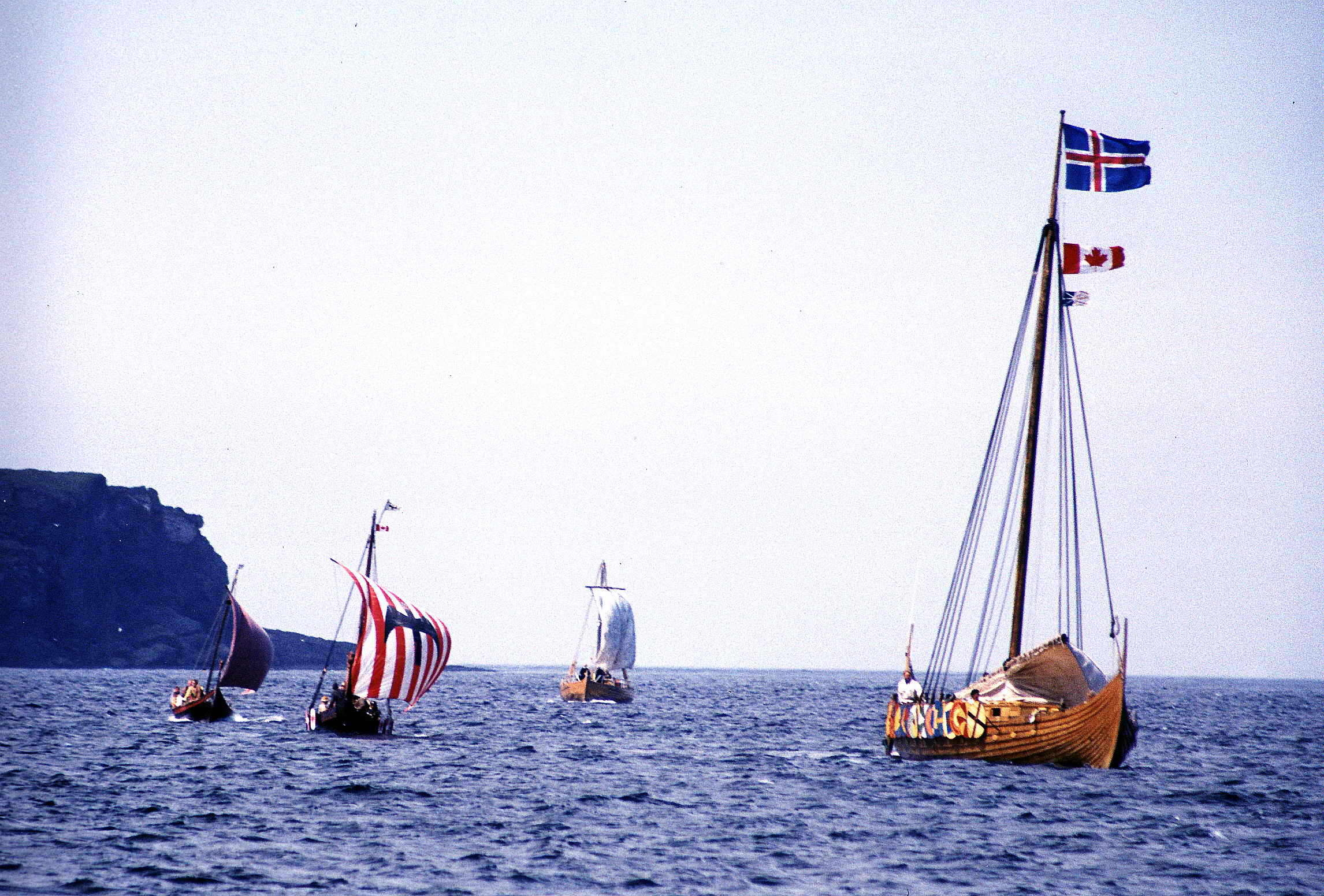
Reconstrucció de l'arribada a L'Anse aux Meadows, 2000
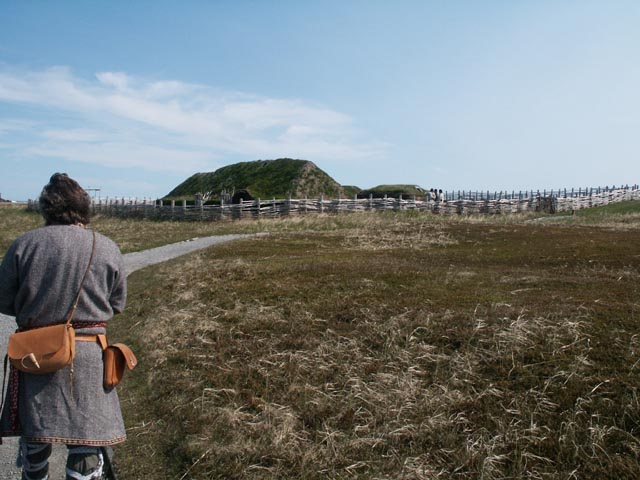
L'Anse aux Meadows, reconstrucció d'una casa, 2002
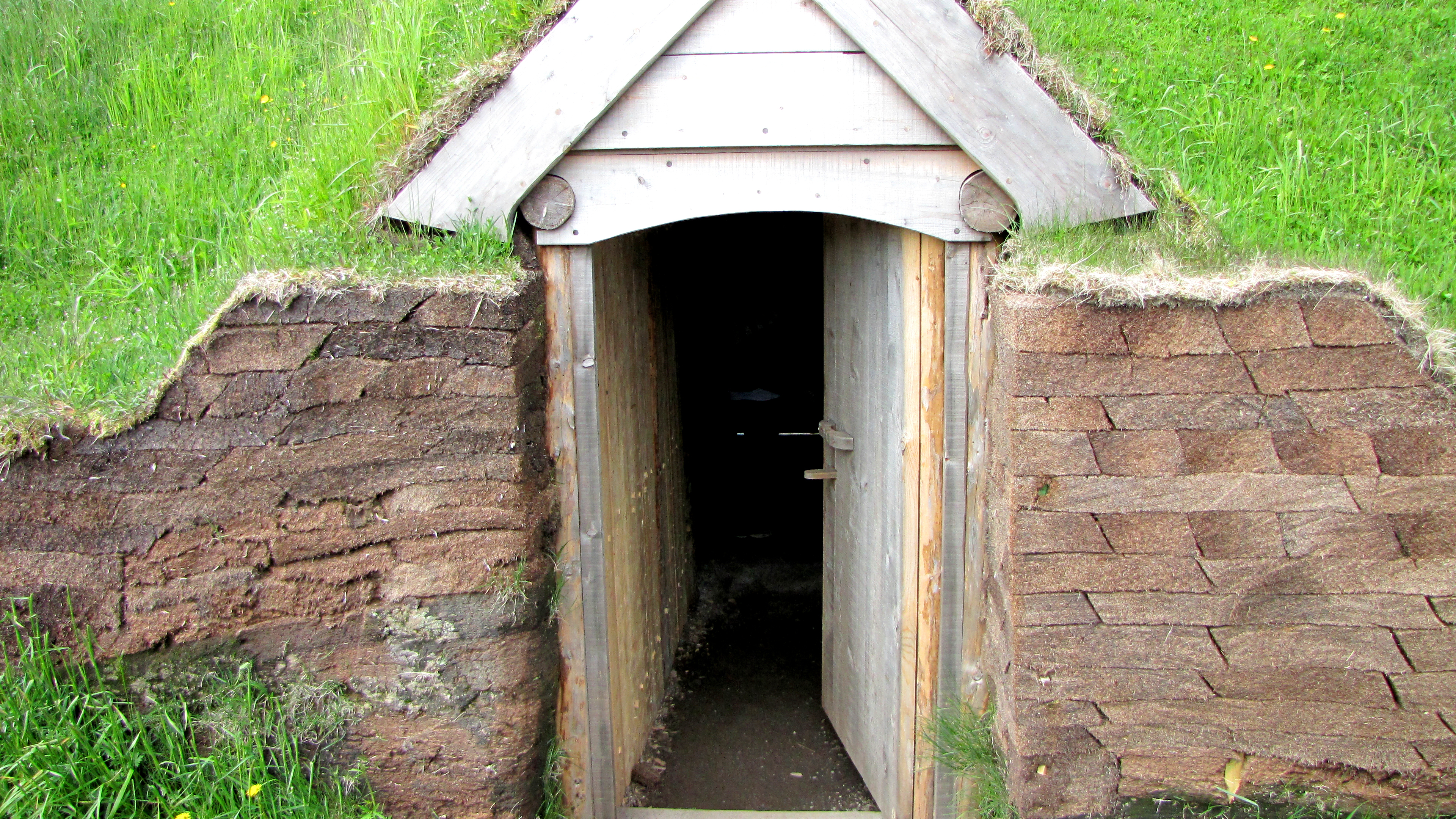
Entrada de la reconstrucció d'una casa
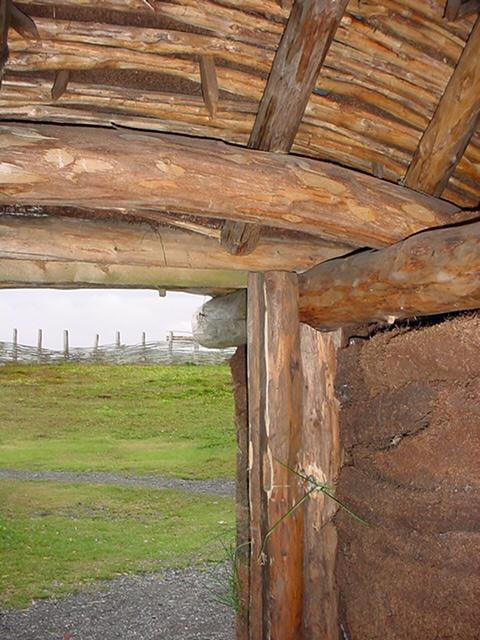
Entrada des de dins, 2006
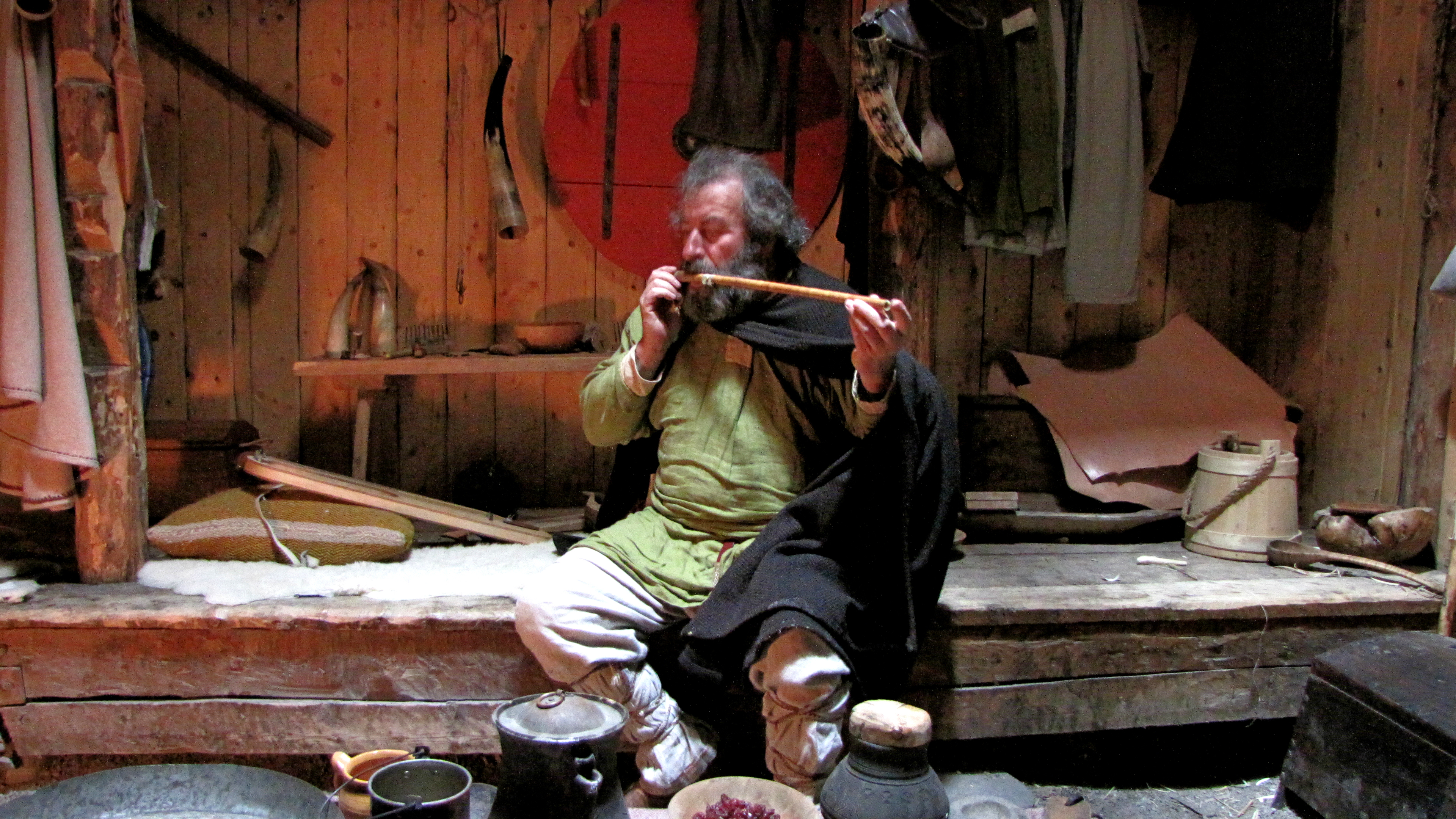
Interior de la reconstrucció
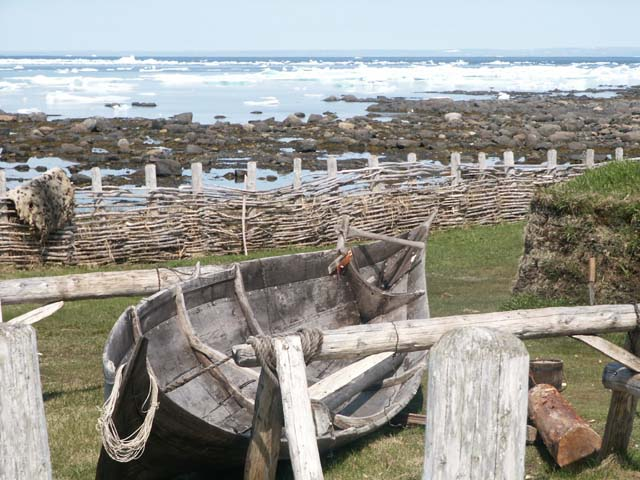
Reconstrucció d'una barca a L'Anse-aux-Meadows, 2002
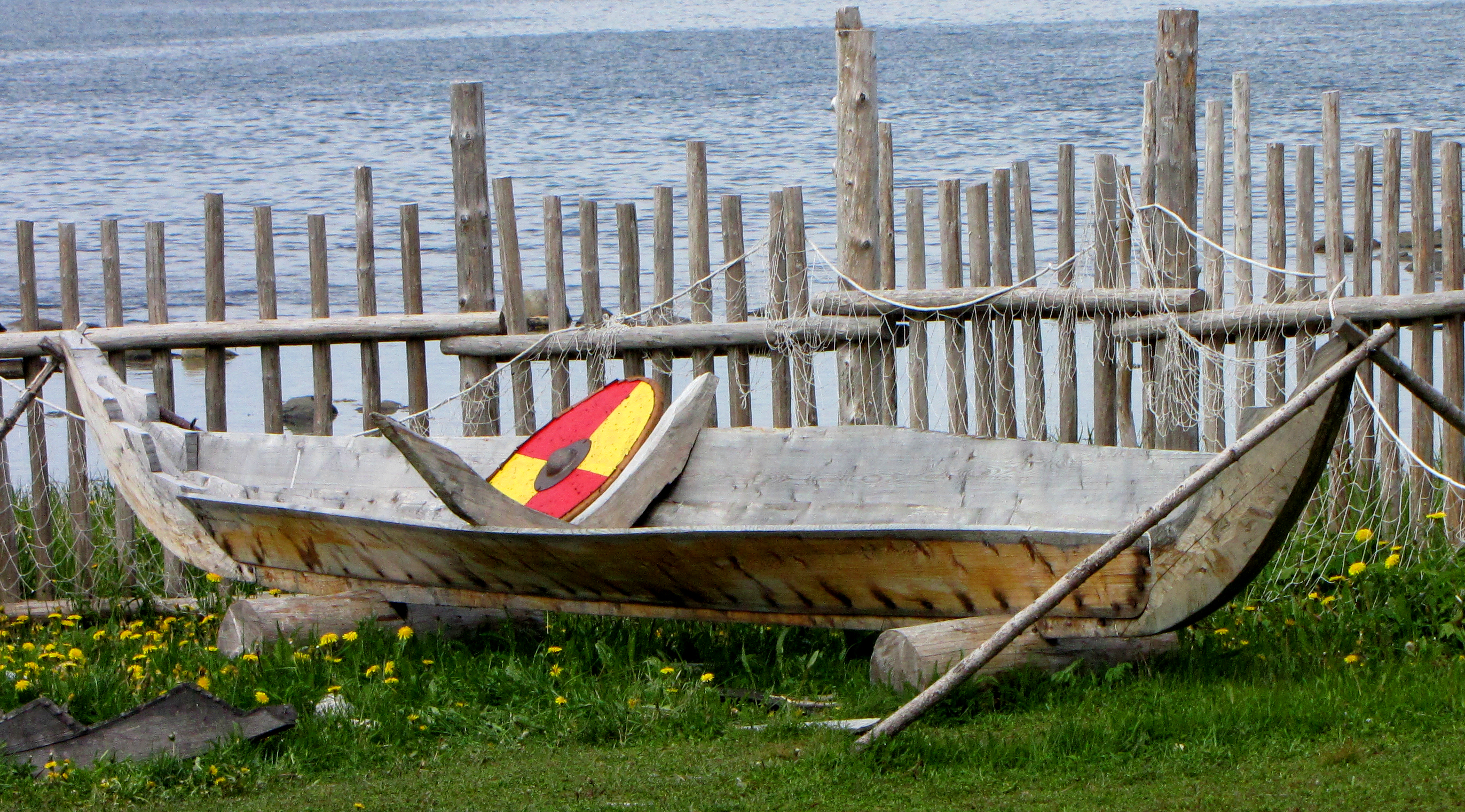
Reconstrucció d'un petit bot